# OutRun 2
OutRun 2 est un jeu vidéo de course automobile réalisé par Sega, en 2003. Bien qu'il s'agisse de la première suite officielle de Out Run, il s'agit du cinquième opus de la série.

## OutRun 2SP
Il s'agit d'une version mise à jour. Elle a été portée sur PlayStation 2.